# Елизабет (Ню Джърси)
Вижте пояснителната страница за други населени места с името Елизабет.
Елизабет (на английски: Elizabeth) е град в щата Ню Джърси, САЩ, окръжен център на окръг Юниън.
Има площ от 35,4 km² и 120 568 жители (2005), което го прави 4-тия по население град в Ню Джърси.
Основан е през 1665 г., а получава статут на град на 13 март 1855 г.